# 31418 Sosaoyarzabal
31418 Sosaoyarzabal este o planetă minoră (asteroid), cu un diametru de 2,301 km, din centura de asteroizi. A fost descoperită pe 14 ianuarie 1999 la Stația Anderson Mesa de Lowell Observatory Near-Earth-Object Search. 
Obiectul prezintă o orbită caracterizată de o semiaxă mare de 2,2413331 UAi, o excentricitate de 0,09, o înclinație de 4,12021 ° în raport cu ecliptica.